# Charlie Heaton
Charlie Ross Heaton (Leeds, 6 febbraio 1994) è un attore britannico.

## Biografia
Nato a Leeds e cresciuto a Bridlington con la madre, all'età di 16 anni si trasferisce a Londra. Inizialmente si dedica alla musica, suonando la batteria nei Comanechi, una band noise rock. Successivamente intraprende la carriera di attore.

## Carriera
Nel 2015, Heaton ha debuttato come attore con la serie drammatica del crimine ITV DCI Banks, interpretando il ruolo di Gary McCready.  Successivamente è apparso come Riley nella serie poliziesca di ITV Vera. 
Ha partecipato come guest star nella serie Casualty, su BBC One, interpretando Jason Waycott. Nel 2016, è apparso nel thriller del film Shut In, interpretato da Naomi Watts e Oliver Platt e diretto da Farren Blackburn. Dal 2016 Heaton interpreta il ruolo di Jonathan Byers nell'acclamata serie drammatica soprannaturale Netflix Stranger Things.
Nel maggio del 2017, Heaton è stato scelto per il ruolo di Cannonball nel film The New Mutants, uscito nelle sale nel 2020, basato sul fumetto della Marvel Comics con il medesimo nome.

## Vita privata
Heaton è stato legato alla musicista giapponese Akiko Matsuura, con la quale ha avuto un figlio nel 2014, Archie.
Dal 2016 ha una relazione con la sua collega attrice Natalia Dyer, che interpreta in Stranger Things il ruolo di Nancy Wheeler. Ha sostenuto il partito laburista alle elezioni generali del Regno Unito del 2017.

## Problemi legali
Il 21 ottobre 2017, a Heaton è stato negato l'accesso negli Stati Uniti poiché durante il controllo alla dogana gli sono state trovate tracce di cocaina, cosa che non gli ha permesso di partecipare alla prima di Stranger Things 2. Heaton è stato riportato a Londra e ha dovuto ritirare la domanda di ingresso negli Stati Uniti per non essere arrestato.

## Filmografia

### Cinema
- Life Needs Courage, regia di Tobias Fueter – cortometraggio (2014)
- The Schoolboy, regia di Paloma Lommel – cortometraggio (2015)
- Rise of the Footsoldier Part II, regia di Ricci Harnett (2015)
- Urban & the Shed Crew, regia di Candida Brady (2015)
- As You Are, regia di Miles Joris-Peyrafitte (2016)
- Shut In, regia di Farren Blackburn (2016)
- Marrowbone (El secreto de Marrowbone), regia di Sergio G. Sánchez (2017)
- The New Mutants, regia di Josh Boone (2020)
- No Future, regia di Andrew Irvine e Mark Smoot (2021)
- The Souvenir: Part II, regia di Joanna Hogg (2021)

### Televisione
- DCI Banks – serie TV, episodi 4x01-4x02 (2015)
- Vera – serie TV, episodio 5x01 (2015)
- Casualty – serie TV, 2 episodi (2015)
- Stranger Things – serie TV, 32 episodi (2016-2022)
- Soulmates – serie TV, episodio 1x05 (2020)

## Doppiatori italiani
Nelle versioni in italiano delle opere in cui ha recitato, Charlie Heaton è stato doppiato da:
- Federico Campaiola in Stranger Things, The New Mutants, Soulmates
- Manuel Meli in Shut In
- Alessio Puccio in Marrowbone